# Никола Гръблев
Никола Гръблев е български архитект.
Роден в Габрово, учи в Априловска гимназия, после следва архитектура в Чехия. През 1925 г. открива архитектурно бюро в Габрово. В продължение на 45 години е проектирал повече от 2000 сгради – лични и обществени, промишлени предприятия, вили, хижи. Негови творения са сградите на кино „Майчина грижа“, днес МОЛ Габрово, Воден синдикат „Грамада“ днес „Електроснабдяване“ /Е-ON/, Старопиталището на Пенчо Семов, пансиона на Девически манастир „Свето Благовещение“ /съборен през 1959 г./, старата градска баня, много от къщите на ул. „Радецка“ и кв. Баждар.
За връх на неговото творчество се приема сградата наречена Парахода в кв. Дядо Дянко. Това е едно от чудесата на Габрово, както го наричат – параход в гората. Днес там се помещава СБАЛББ (Специализирана Болница за Активно Лечение по Белодробни Болести). Когато попитали арх. Гръблев кое е било най-трудно при проектирането и изпълнението на сградата – архитектурата, конструкциите, интериорът, екстериорът, паркът. Той отговорил – как да вкара всички комини в един, в комина на парахода.
Арх. Никола Гръблев е изключителен меценат на най-добрите български художници – акварелисти Щъркелов, Гешев, Морозов, дава средства на художниците, купува необходимите материали – четки, бои, рамки, плаща наема на читалищния салон, в който са организирани изложби – базари. За себе си искал само по 2 – 3 от техните картини.